# Юстон-Голл

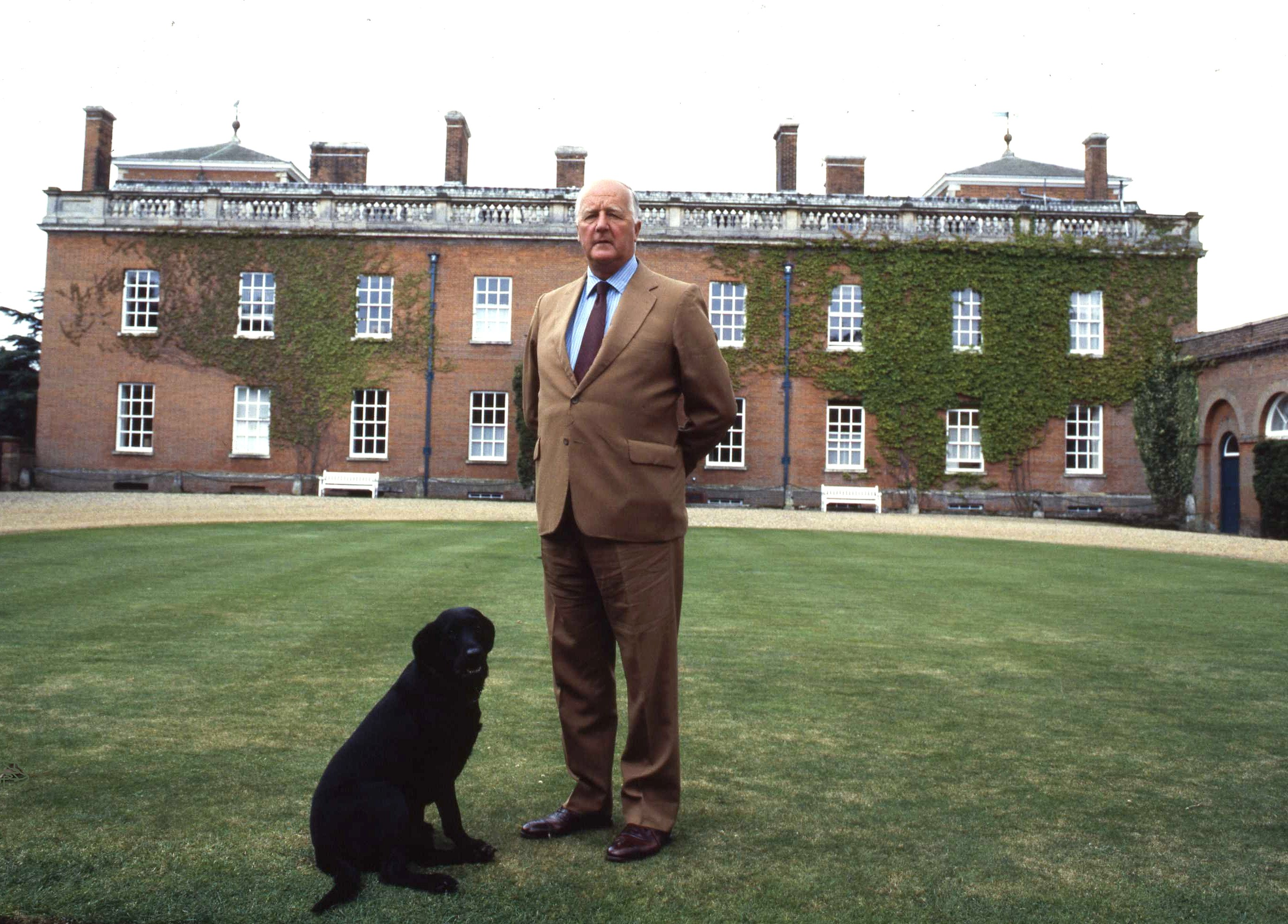
11-й герцог Графтон навпроти Юстон Голлу, фото роботи Аллана Воррена

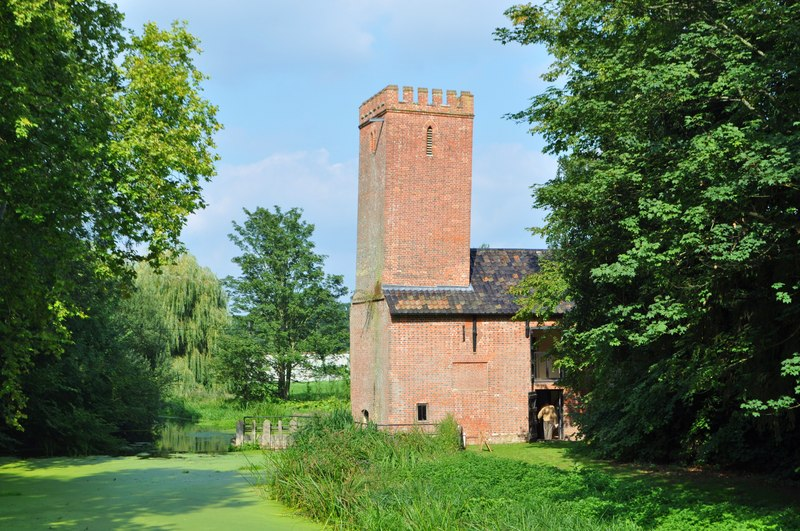

Юстон-Голл (англ. Euston Hall) — заміська резиденція герцогів Графтон, розташована у Юстоні, невеликому селі на південь від Тетфорда у Саффолку, Англія.
Юстон вперше згадується у Книзі Страшного суду у 1087 році як садиба, що належить абатству Бері-сент-Едмендс. У 1578 році в маєтку зупинялась Єлизавета I дорогою до Норвіча. У 1666 маєток викупив Генрі Беннет, граф Арлінгтон, державний секретар короля Карла II. Арлінгтон збудував тут великий будинок у французькому стилі.
У 1672 Карл II влаштував одруження дев'ятирічного Генрі Фіцроя, свого позашлюбного сина від Барбари Вільєрс, з Ізабеллою Беннет, п'ятирічною дочкою графа Арлінгтона. Фіцрою було надано титул 1-го герцога Графтона у 1675 році. Молоде подружжя успадкувало Юстон Голл у 1685 році. Близько 1750 року їхній син модернізував маєток: куполи було замінено на плоскі дахи, на частині будівель було змінено фасади. У 1902 році сильна пожежа знищила південне й західне крила садиби. Невдовзі будинок було перебудовано за тим самим планом, але пізніше південне крило та більша частина західних споруд були знесені 10-м герцогом у 1952 році.
Юстон-Голл має гарну колекцію творів мистецтва.